# Редди, Хелен
Хе́лен Ре́дди (англ. Helen Reddy; 25 октября 1941, Мельбурн — 29 сентября 2020, Лос-Анджелес, Калифорния, США) — австралийская вокалистка, композитор, автор текстов.

## Биография

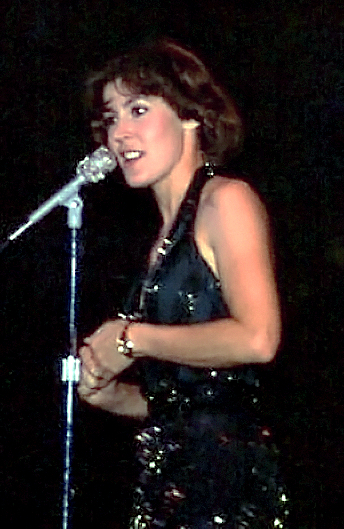
Хелен Редди на концерте в 1974 году.

Родилась в семье театральных актёров Стеллы Леймонд и Макса Редди.
Уже в 1960 году Хелен дебютировала в собственной телевизионной программе «Helen Reddy Sings». В 1966 году она победила в вокальном конкурсе молодых талантов «Bandstand International» и в награду получила путешествие в Нью-Йорк. Без особого успеха Хелен сделала несколько записей на местной фирме «Mercury». В 1970 году после выступлений в популярной программе «Tonight Show», а также благодаря стараниям её мужа (вместе с тем и менеджера) Джеффа Волда певица получила контракт с фирмой «Capitol Records».
В 1971 году Хелен попала в топ-лист вместе с балладой «I Don’t Know How to Love Him» из мюзикла Эндрю Ллойда Уэббера и Тима Райса «Иисус Христос — суперзвезда». Через год сингл с феминистическим гимном «I Am Woman» разошёлся в США миллионным тиражом, а следующее пятилетие принесло Хелен Редди около десятка хитов, среди которых вершины чарта достигли кантри-баллады авторства Алекса Харви «Delta Dawn» (1973) и волнующее произведение «Angie Baby» (1974).
В 1976 году Редди популяризировала композицию авторского союза Кэрол Кинг — Джерри Гоффин «I Can’t Hear You No More», а период хитов завершила песней из репертуара Силлы Блэк «You’re My World». Свою популярность Хелен закрепила благодаря выступлениям на телевидении (например, в программе «Midnight Special»), а также главной ролью в фильме «Pete’s Dragon». Некоторыми критиками называлась «иконой феминизма».
Была представлена на коллекционных карточках Supersisters.
Хелен Редди умерла 29 сентября 2020 года в интернате для престарелых в Лос-Анджелесе.

## Дискография
- 1971: I Don’t Know How To Love Him
- 1971: Helen Reddy
- 1972: I Am Woman
- 1973: Long Hard Climb
- 1974: Love Song For Jeffrey
- 1975: Free & Easy
- 1975: No Way To Treat A Lady
- 1975: Greatest Hits
- 1976: Music Music
- 1977: Ear Candy
- 1977: Pete’s Dragon (soundtrack)
- 1978: We’ll Sing In The Sunshine
- 1978: Live In London
- 1979: Reddy
- 1980: Take What You Find
- 1981: Play Me Out
- 1983: Imagination
- 1984: Take It Home
- 1986: Lust For Life
- 1990: Feel So Young
- 1992: All Time Greatest Hits
- 1996: When I Dream
- 1997: Ten Best All Time Greatest Hits
- 1998: Center Stage
- 2000: The Best Christmas Ever
- 2006: The Woman I Am: The Definitive Collection
- 2006: Come With Me: The Rest of Helen Reddy